# Junri Namigata
Junri Namigata (波形純理?, Namigata Junri; Saitama, 5 luglio 1982) è una tennista giapponese.

## Biografia
Il suo miglior piazzamento nel ranking mondiale è il 105º posto registrato il 28 febbraio 2011.
Non ha mai ottenuto grossi risultati in tornei del Grande Slam, riuscendo a qualificarsi per il tabellone principale solo all'Australian Open 2011 e al Roland Garros 2011, venendo sconfitta in entrambe le occasioni all'esordio.
Ha disputato cinque incontri con la squadra giapponese di Fed Cup ottenendo un punteggio perfetto di cinque vittorie.

## Statistiche WTA

### Doppio

#### Sconfitte (1)
| Legenda              |
| -------------------- |
| Grande Slam (0)      |
| Argenti Olimpici (0) |
| WTA Finals (0)       |
| Tier I (0)           |
| Tier II (0)          |
| Tier III (1)         |
| Tier IV (0)          |

| N. | Data            | Torneo                    | Superficie | Compagna     | Avversarie in finale | Punteggio |
| 1. | 14 ottobre 2007 | PTT Bangkok Open, Bangkok | Cemento    | Ayumi Morita | Sun Tiantian Yan Zi  | w/o       |

## Circuito WTA 125

### Doppio

#### Vittorie (1)
| N. | Data           | Torneo                                              | Superficie | Compagna         | Avversarie in finale   | Punteggio   |
| 1. | 27 luglio 2014 | Jiangxi International Women's Tennis Open, Nanchang | Cemento    | Chuang Chia-jung | Chan Chin-wei Xu Yifan | 7-6(4), 6-3 |

## Risultati in progressione
| Sigla | Risultato               |
| ----- | ----------------------- |
| V     | Vincitore               |
| F     | Finalista               |
| SF    | Semifinalista           |
| O     | Oro olimpico            |
| A     | Argento olimpico        |
| SF    | Bronzo olimpico         |
| QF    | Quarti di Finale        |
| 4T    | Quarto turno            |
| 3T    | Terzo turno             |
| 2T    | Secondo turno           |
| 1T    | Primo turno             |
| RR    | Round Robin             |
| LQ    | Turno di qualificazione |
| A     | Assente                 |
| ND    | Non disputato           |

| Legenda superfici    |
| -------------------- |
| Cemento              |
| Terra battuta        |
| Erba                 |
| Superficie variabile |

### Singolare nei tornei del Grande Slam
| Torneo          | 2008 | 2009 | 2010 | 2011 | 2012 | 2013 | 2014 | 2015 | V--S |
| --------------- | ---- | ---- | ---- | ---- | ---- | ---- | ---- | ---- | ---- |
| Australian Open | A    | A    | A    | 1T   | A    | A    | A    | A    | 0-1  |
| Open di Francia | A    | A    | A    | 1T   | A    | A    | A    |      | 0-1  |
| Wimbledon       | A    | A    | A    | A    | A    | A    | A    |      | 0-0  |
| US Open         | A    | A    | A    | A    | A    | A    | A    |      | 0-0  |
| Totale          | 0-0  | 0-0  | 0-0  | 0-2  | 0-0  | 0-0  | 0-0  | 0-0  | 0-2  |

### Doppio nei tornei del Grande Slam
| Torneo          | 2008 | 2009 | 2010 | 2011 | 2012 | 2013 | 2014 | 2015 | V--S |
| --------------- | ---- | ---- | ---- | ---- | ---- | ---- | ---- | ---- | ---- |
| Australian Open | A    | A    | A    | A    | A    | A    | A    | A    | 0-0  |
| Open di Francia | A    | A    | A    | A    | A    | A    | A    |      | 0-0  |
| Wimbledon       | 1T   | A    | A    | A    | A    | A    | A    |      | 0-1  |
| US Open         | A    | A    | A    | A    | A    | A    | A    |      | 0-0  |
| Totale          | 0-1  | 0-0  | 0-0  | 0-0  | 0-0  | 0-0  | 0-0  | 0-0  | 0-1  |

### Doppio misto nei tornei del Grande Slam
Nessuna partecipazione